# Sankt-Gangolfi-Kapelle (Magdeburg)

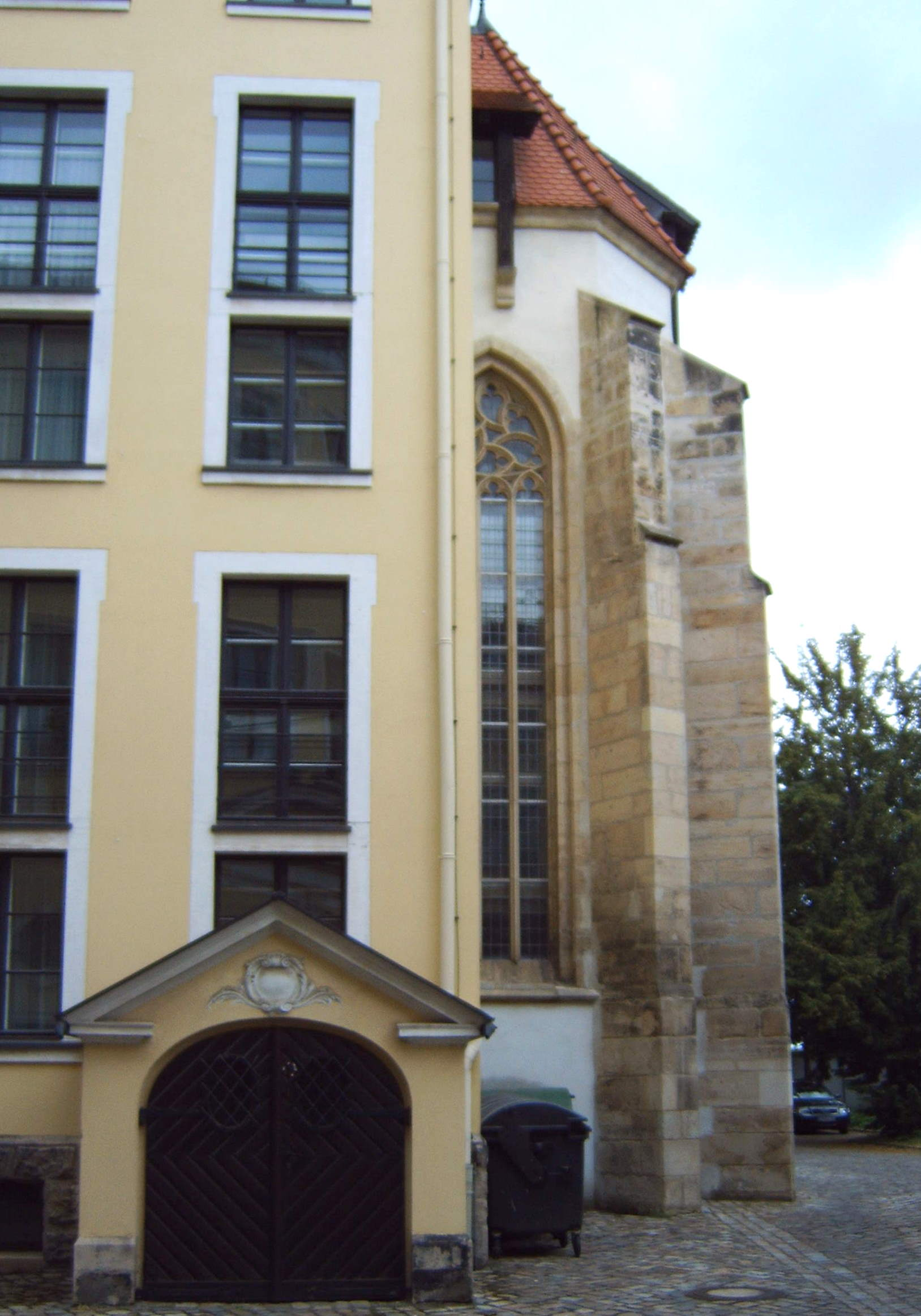
Sankt-Gangolfi-Kapelle, Ansicht von Süden

Die Sankt-Gangolfi-Kapelle war Teil des erzbischöflichen Palais am Magdeburger Domplatz. Erhalten geblieben ist nur der östlich gelegene Chor.

## Geschichte
Die dem Heiligen Gangolf geweihte Kapelle wurde um 1012 während der Amtszeit des Erzbischofs Tagino (1004–1012) als Hauskapelle der erzbischöflichen Palais zu Ehren der Allerseligsten Jungfrau und des Heiligen Gangolf errichtet. Eine erste urkundliche Erwähnung erfolgte 1310. Während der Amtszeit von Erzbischof Peter von Brünn (1371–1381) wurde die Kapelle 1373 im spätgotischen Stil mit Sterngewölbe und reichen, teilweise hervortretenden Rippenverschlingungen neu errichtet. Sie war seit 1373 Stiftskirche des Kollegiatstifts Beatae Virginis Mariae sub aula archiepiscopalis, später, nach der Reformation des Kollegiatstifts Sankt Gangolf. Im 14. und 15. Jahrhundert diente die Kapelle als Begräbniskapelle für die getrennte Bestattung von Herz und Eingeweide der Erzbischöfe. Im Volksmund erhielt sie daher die Bezeichnung Kaldaunenkapelle. Im Jahr 1568 wechselten die Stiftsherren zum evangelischen Bekenntnis.
Während der Magdeburger Hochzeit (Zerstörung Magdeburgs 1631) wurde die Kapelle beschädigt und später als Getreidespeicher genutzt. Erst 1681 gab es wieder eine religiöse Nutzung der Kapelle durch die Reformierte Gemeinde Magdeburgs. Der Kurfürst hatte die Kapelle am 23. Juni 1681 den Reformierten übergeben. Im Jahre 1700 gaben diese das Gebäude auf, welches in Folge ungenutzt blieb. Beim Bau des Schlosses in den Jahren 1700 bis 1702 wurde die Kapelle in das Königlich Preußische Stadtschloss integriert, der Turm der Kapelle jedoch abgebrochen. Weitere Teile wurden in den folgenden Jahrzehnten zugemauert bzw. abgerissen. 1810 wurde das Kollegiatstift Sankt Gangolf aufgehoben. Das Langhaus wurde als Registratur genutzt. 1906 wurde bei Arbeiten an den Regierungsgebäuden des Domplatzes das Langhaus der Kapelle zwecks Errichtung eines Verwaltungsgebäudes abgerissen. Bei den Abrissarbeiten wurden die romanische, halbkreisförmige Grundmauern des Chorabschlusses eines Vorgängerbaus sowie Grabkammern mit eingestürzten Deckengewölben gefunden.

## Architektur
Erhalten blieb an der Ostseite das schlanke 5/8tel-Polygon des Chors. Der Chor verfügt über drei Maßwerkfenster, ein reich gegliedertes Rippengewölbe und einen hängenden Schlussstein. Dieser Teil der Kapelle ist heute im Hof der Magdeburger Staatskanzlei zu sehen. Die Maßwerke der Fenster des abgebrochenen Langhauses wurden an der Mauer hinter Domplatz 4 im Hof des benachbarten Knautschen Palais angebracht.
Im Hof befindet sich auch ein mittelalterlicher Brunnen.